# Федько Михайлович Вишневецький (молодший)
Федько (Федір Молодший) Вишневецький гербу Корибут (*д/н — †1549) — князь українсько-литовського походження, військовий та політичний діяч Великого князівства Литовського.

## Життєпис
Походив з впливового роду Вишневецьких. Син Михайла Вишневецького, намісника брацлавського. Ймовірно, був одним із молодших синів, на відміну від старшого сина Федора звався Федьком. За деякими відомостями народився 1500 року (немає остаточного підтвердження). Разом із батьком та братами займався розбудовою та накопиченням маєтностей для своєї родини. Після смерті батька 1517 року отримав значну частину спадку — села Манів, Борсуківці, Старі Борсуківці, Нападківці, Гацьково, Чайчинці, Микитчино, Левково, дві Доманінки, Лопушно й Корчалівка. Згідно з королівським розпорядженням 1528 року мав виставляти для війська 5 особистих корогв. 1533 року після смерті брата Федора (старшого) розширив свої володіння. На відміну від братів Івана та Олександра, не займався активною обороною українських кордонів від татар (більше дбав про охорону власних земель). У цей час отримав староство Степаньське.
У 1541 та 1546 роках князь Федько придбав східну частину Вишневецького повіту, значний маєток Дорофіївку. Столицею усіх своїх володінь зробив замок Передмірка (Перемирка). 1549 року тут зазнав значного нападу татар; довго захищався, вийшов з нього, намагався прорвати облогу. Не вдалося — Федько Вишневецький загинув у битві, вся родина була забрана в полон.
Нащадків після князя не лишилося, усі володіння після його загибелі перейшли до синів Олександра та Івана Михайловичів.